# Bleu pétrole (couleur)
Pour l'album d'Alain Bashung, voir bleu pétrole.
Le bleu pétrole est un nom de couleur de fantaisie utilisé principalement dans le domaine de la mode, qui désigne une nuance de bleu.
Comme dans le cas du bleu électrique, inventé quelques années plus tôt, le bleu pétrole ne se réfère pas à la couleur d'un objet, mais évoque vaguement un phénomène moderne.
Dans les nuanciers, on trouve en peinture bleu pétrole ou bien 089 bleu pétrole, et en papier crépon PC901057 bleu pétrole mais en fil à broder bleu pétrole.
L'expression est attestée en 1913 : « Nos tissus pour la ville ? […] Les tons ? Marron mordoré, noir, bordeaux et un bleu foncé, qui plaît tout particulièrement et qui a été dénommé “bleu pétrole”. » Elle doit encore être expliquée en 1920 : « Velours bleu pétrole, un nouveau bleu profond, indéfinissable. » En 1939, le Nouvelliste d'Indochine décrit comme bleu pétrole l'uniforme des aviateurs britanniques.